# Goudbuulbuul
De goudbuulbuul (Calyptocichla serinus) is een zangvogel uit de familie van de buulbuuls en het monotypische geslacht Calyptocichla.

## Taxonomie
De vogel heeft weinig verwantschap met de andere Afrikaanse soorten buulbuuls en vormt een eigen clade binnen de familie.

## Kenmerken
De goudbuulbuul is gemiddeld 18 cm lang, van boven grijsgroen en van onder heldergeel op de borst en buik, met een witte keel. Opvallend is verder een vrij lange, dunne snavel die roze tot bruin gekleurd is. 

## Verspreiding en leefgebied
De goudbuulbuul komt voor in tropisch Afrika van Sierra Leone tot Gabon en noordelijk Congo-Kinshasa. Het is een typische bosvogel van de regenwouden van West-Afrika en het Kongogebied.

## Status
De goudbuulbuul  heeft een groot verspreidingsgebied waardoor de kans op de status  kwetsbaar (voor uitsterven) gering is. De grootte van de populatie is niet gekwantificeerd, maar de vogel is plaatselijk algemeen, daarom staat deze buulbuul als niet bedreigd op de Rode Lijst van de IUCN.

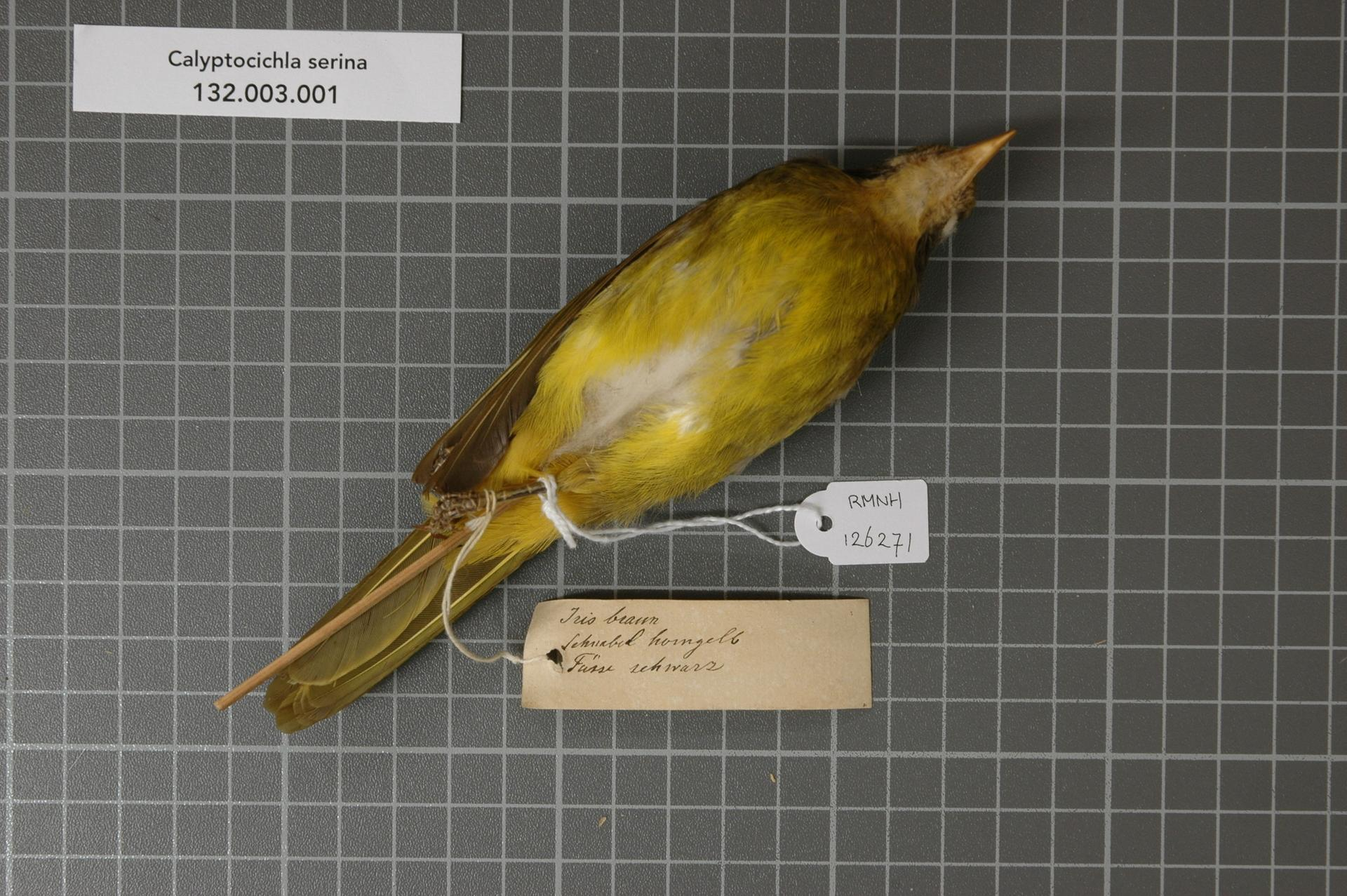
Zelfde exemplaar als rechtsboven, nu op de rug, Naturalis